# Cộng hòa Xô viết Kuban
Cộng hòa Xô viết Kuban là một Cộng hòa Xô viết của nước Nga Xô viết. Thành lập ngày 13 tháng 4 năm 1918 tại vùng lãnh thổ Kuban, thủ đô đặt tại Yekaterinodar. Ngày 30 tháng 5 năm 1918, Cộng hòa Xô viết Kuban hợp nhất với Cộng hòa Xô viết Biển Đen thành Cộng hòa Xô viết Kuban - Biển Đen.